# وجها لوجه (مسلسل)
وجها لوجه (بالتركية: Yüz Yüze) مسلسل رومانسي والأكشن معًا، وهو مسلسل تركي مترجم للعربية وقد بدأ عرضه في أكتوبر 2017.

## الاحداث
تدور أحداث المسلسل حول شاب يدعى جينو والذي تظهر في حياته فتاة تدعى سيليها و التي تعمل في الشرطة بشكل سري في بعض الاحيان من اجل القاء القبض على عناصر الفساد، وحقيقة عمل جينو مختلفة تماما عن تلك التي يظنها الجميع، فقد اعتاد هو وشقيقه تتار ومجموعة من اصدقائه سرقة السيارات الفخمة وغالية الثمن، والتي تعود لأثرياء تركيا، حبكة القصة تقوم على ان كل من جينو وسيليها لا يعرفان حقيقة بعضهما، ومازالت الاحداث مستمرة فيما بينهما والاسرار والخفايا والغموض تشوّق أحداث المسلسل. قصة مسلسل وجها لوجه يتحدث مسلسل “وجها لوجه” عن البطل جيهانغير الملقب بـجينو يركان الذي نشأ في سورديبي، ويعمل بائع زهور، علمته الحياة كيف يعيش وفقا لقواعدها، ورفاقه المقربين هم السايكو تاتار خبير التكنولوجيا، بالإضافة إلى خبرته في الموسيقى أليكو ويونس ومصطفى، يعرف جينو فيما بعد أن والده المتوفى لم يكن خائنا لكنه وقع ضحية مؤامرة فيقرر الانتقام ليسانده أصدقائه. أما بطلة العمل فهي صليحة التي تعمل شرطية في مكتب السرقة، زملائها زينب وعلي اللذان انتقلا للمكتب وقعا في الحب وتمت خطبتهما، يذهب على للبنك من أجل عمل ليتصادف وجود جينو ورفاقه، يستعدون لتفجير خزنة البنك، تسوء الأمور بتدخل الشرطة وتصّر صليحة على تعقب الأمر لكنها لا تعرف بعلاقة جينو بالسرقة، بعد التعقب ستلتقي بـجينو وجهًا لوجه لتصبح الأحداث شيقة جدًا ومتنوعة ما بين اختبارات الحب والانتقام.

## طاقم التمثيل
أبطال مسلسل وجها لوجه تتعدد الشخصيات والأبطال في مسلسل وجهًا لوجه، وكعادة المسلسلات التركية إن ما تتميز به أن هنالك زخم في طاقم التمثيل، ولعل أبرز شخصيات المسلسل الرئيسة والمؤثرة في أحداثه بشكل مباشر أبطاله كالآتي:
- بيركان سوكولو في دور جينو جيهانغير
- سينم كوبال في دور الشرطية صليحة
- تانر أولماز في دور أليكو المهووس
- Özgür Emre Yıldırım في دور تاتار
- Çeşmioğlu في دور زينب .
- Rüzgar Aksoy في دور إندير
- Merve Dizdar في دور يشيم عصابة جينو.

## وصلات خارجية
- وجها لوجه على موقع IMDb (الإنجليزية)